# Rimini (M 5561)
Il Rimini (distintivo ottico M 5561) è un cacciamine della Marina Militare Italiana; è l'ottava ed ultima unità della Classe Gaeta. Il suo porto di assegnazione è La Spezia.
Nave Rimini è un'unità di tipo cacciamine costiero appositamente progettato per la localizzazione e la distruzione di mine navali. Per svolgere tale missione è dotata di un sonar e di due veicoli filoguidati ROV.
Nel 1997 ha partecipato all'Operazione Alba Advanced Party nel Porto di Durazzo. Nel 1998 ha svolto un'intensa attività addestrativa presso Ostenda, in Belgio.